# 維拉斯 (堪薩斯州)
維拉斯（英語：Vilas）是位於美國堪薩斯州威爾遜縣科爾法克斯鎮區的一個非建制地區。

## 地理
維拉斯所處的海拔為高於海平面299米（即981英呎），而該地所採用的時區為UTC-6，即北美中部時區（CST）。同時該地設有夏令時間，為UTC-6調快一小時，即UTC-5（CDT）。